# 더 키드 라로이
더 키드 라로이(The Kid LAROI, 영어: Charlton Kenneth Jeffrey Howard, 2003년 8월 17일 ~ )는 오스트레일리아의 가수, 래퍼, 작곡가이다. 주스 월드가 호주 투어를 하는 동안 그와의 활동을 통해 이름을 알리기 시작했다. 호주 원주민인 카밀라로이족 출신이며, 여기서 그는 그의 예술가 이름 "라로이"를 얻었다.
릴 비비의 그레이드 A 프로덕션(Grade A Productions) 및 컬럼비아 레코드와 제휴 계약을 맺기 전부터 현지 팬층을 확보했다. 빌보드 핫 100에서 52위까지 오르고 주스 월드가 피처링한 싱글 "Go"로 더 많은 인기를 얻었다. 데뷔 믹스테잎 F*ck Love (2020년)는 호주 ARIA 차트에서 1위를 차지하여 정상에 오른 최연소 호주 솔로 가수가 되었고 미국 빌보드 200에서도 1위에 올랐다. 또한, 싱글 "Without You"와 마일리 사이러스의 리믹스, 싱글 "Stay"는 7주 연속 1위를 차지하며 빌보드 핫 100 톱 10에 진입했다. 제64회(2022) 그래미상 올해의 신인상 후보에 올랐다.

## 어린 시절
찰턴 케네스 제프리 하워드는 2003년 8월 17일 뉴사우스웨일스주 워털루에서 태어났다. 그의 부모님은 음악계에서 연줄이 좋으시고 그는 남동생이 한 명 있다. 그의 아버지 닉 하워드는 음악 프로듀서이자 음향 엔지니어이며, 바도, 델타 구드렘과 같은 호주 스타들과 함께 일한 경험이 있다. 그의 어머니 슬론 하워드는 팝스타의 우승자인 스콧 케인의 매니저이자 음반사 설립자이자 음악 경영자였다.
하워드의 외증조할아버지는 혼혈 원주민 혈통의 자녀들을 훔친 세대의 일부였고, 이 조상을 통해 하워드는 카밀라로이(또는 가밀라라이)의 사람이며, 그의 예술 이름인 "라로이"에서 유래했다.
하워드의 아버지는 그의 삶에서 일관된 힘이 아니었고 그의 삼촌은 결과적으로 그의 아버지 같은 인물이 되었다. 2015년 하워드의 삼촌이 살해당했다. 하워드는 그의 영감이 그의 삼촌과 같은 운명을 피하고 그를 자랑스럽게 만들기 위해 성공했다고 말한다. 하워드가 4살 때 부모님이 헤어졌을 때, 그의 어린 시절은 더 혼란스러워졌다. 하워드는 때때로 그의 어머니가 그럭저럭 살아가기 위해 마약을 팔았다고 진술했다. 그는 7살 때 뉴사우스웨일스주 브로큰힐로 이주하여 당시 어머니, 형제, 조부모와 함께 살았다. 그는 세이크릿 하트 패리쉬 학교에 다녔으며, 그곳에서 그는 하우스 캡틴으로 일했고 연설상을 받았다. 브로큰힐을 떠난 후 하워드는 어머니가 더 이상 감당할 수 없을 때까지 애들레이드에 있는 기숙학교에 다녔고 그들은 2017년 시드니로 다시 이사했다.
시드니에서 그는 장학금을 받고 사립 사립학교인 호주 공연 예술 문법 학교에 다녔지만 국제적인 경력을 쌓기 위해 9학년 중도에 중퇴했다. 이 기간 동안 그의 가족은 레드페른에 있는 주택 위원회 건물에서 살았고 그는 친구들의 집 사이를 떠돌았다. 2021년 인터뷰에서 그는 어머니가 가장 친한 친구이고 어려운 재정 상황을 헤쳐나가도록 도와주고 싶어 과일가게에서 아르바이트를 구했다고 설명했다.
2019년 힙합 팟캐스트 노점퍼는 레드펀의 거리에서 하워드 총리와 그의 친구들이 이 지역을 빈민가로 묘사하는 다큐멘터리를 촬영했다. 하워드는 국제 관계를 구축해 호주 밖에서 성공을 거두기 위해 어떻게 노력했는지 자세히 설명하며 "나는 이 도시에 오는 거물 아티스트들을 위해 호텔 방 밖에서 기다릴 것이다. 제 음악을 틀어놓고 그들을 만나거나 무대 뒤로 갈 수 있는 다른 방법을 찾겠어요. 그것은 제가 약 2년 동안 해오던 큰 일입니다." 그의 사회공학적 전술은 그가 호텔에서 그의 음악을 들려주는 임무를 띤 여친을 보냈을 때 결실을 맺었다. 그것은 효과가 있었고 그는 후에 스와 리와 만나 협력했다.

## 수상 목록
- 2022년 제11회 《가온차트 뮤직 어워즈》 - 올해의 해외 라이징 스타상
- 2023년 《써클차트 뮤직 어워즈》 - 올해의 해외 음원상